# Виклунд, Симон
Симон Виклунд (швед. Simon Viklund) — шведский независимый композитор, саунд-дизайнер и креативный директор, пишущий музыку для компьютерных игр.

## Биография
Симон Виклунд родился 1 декабря 1979 года в Стокгольме в семье музыкантов
Начал свою карьеру в 2000 году, когда присоединился к студии GRIN. После банкротства GRIN в 2009 году, стал фрилансером и начал писать музыку для Capcom. Позднее, вместе с братьями Андерссон, основал Overkill Software. 18 августа 2015 году покинул Overkill Software, чтобы сосредоточиться на своих проектах, но он продолжает озвучивать Бэйна и писать музыку для Payday 2. В 2016 году присоединился к новой студии Ульфа Андерссона, 10 Chambers Collective в качестве композитора игры GTFO.

## Компьютерные игры
- 2001 — Ballistics — композитор, звукооператор
- 2002 — Bandits: Phoenix Rising — композитор, звукооператор
- 2006 — Wasteland Racers 2071 — композитор, звукооператор
- 2006 — Tom Clancy's Ghost Recon: Advanced Warfighter — звукооператор
- 2007 — Tom Clancy’s Ghost Recon: Advanced Warfighter 2 — звукооператор
- 2008 — Bionic Commando Rearmed — композитор, креативный директор
- 2009 — Bionic Commando — главный звукооператор, музыкальный консультант
- 2009 — Wanted: Weapons of Fate — звукооператор
- 2009 — Terminator Salvation — звукооператор
- 2010 — Final Fight: Double Impact — оркестратор
- 2011 — Bionic Commando Rearmed 2 — композитор, креативный консультант, писатель
- 2011 — Street Fighter III: 3rd Strike Online Edition — композитор
- 2011 — Payday: The Heist — композитор, звукооператор, креативный директор
- 2013 — Brothers: A Tale of Two Sons — звукооператор, музыкальный консультант
- 2013 — Payday 2 — композитор, главный инженер, саунд-дизайнер
- 2014 — Gear Up — музыка для трейлера
- 2016 — Dead by Daylight — музыка для трейлера
- 2016 — Pan-Pan — звукооператор, композитор
- 2017 — Robonauts — композитор
- 2019 — GTFO — композитор, гейм-дизайнер

## Озвучивание
- 2001 — Ballistics — эпизодические персонажи
- 2008 — Bionic Commando Rearmed — эпизодические персонажи
- 2011 — Payday: The Heist — Бэйн
- 2013—2014 — Payday 2 — Бэйн, Клокер